# Nine Livez
Albums de Nine
Cloud Nine
(1996)
Singles
1. Whutcha Want?
Sortie : 24 janvier 1995
2. Any Emcee
Sortie : 28 mars 1995

Nine Livez est le premier album studio de Nine, sorti le 7 mars 1995.
L'album s'est classé 16e	 au Top R&B/Hip-Hop Albums et 90e au Billboard 200.

## Liste des titres
| No  | Titre                                    | Contient un (des) sample(s) de                                                                                                 | Durée |
| --- | ---------------------------------------- | --- | ----- |
| 1.  | Intro (Death of a Demo)                  | | 1:04  |
| 2.  | Ova Confident                            | Rough... de Queen Latifah featuring Treach, Heavy D et KRS-One                                                                 | 4:08  |
| 3.  | Redrum                                   | | 4:42  |
| 4.  | Da Fundamentalz                          | 8th Wonder de Sugarhill Gang One on One d'Hall & Oates                                                                         | 4:07  |
| 5.  | Hit Dem Like Dis (featuring Froggy Frog) | Atomic Dog de George Clinton                                                                                                   | 4:47  |
| 6.  | Who U Won Test                           | | 3:31  |
| 7.  | Wutcha Want?                             | The Dock of the Bay des Staple Singers Spinning Wheel de Dr. Lonnie Smith Catch a Groove de Juice Best of My Love des Emotions | 4:34  |
| 8.  | Fo'eva Blunted                           | Stockyard de Galt MacDermot | 3:43  |
| 9.  | Peel                                     | Song for a Friend (Pt. I) de Billy Cobham                                                                                      | 3:37  |
| 10. | Retaliate                                | | 4:15  |
| 11. | Tha Cypha (featuring A.R.L. Da X'rsis)   | Nature Boy de Nat King Cole The Bridge de MC Shan                                                                              | 3:46  |
| 12. | Ahh Shit                                 | All This Love de DeBarge | 3:53  |
| 13. | Everybody Won Heaven (Redrum The Remix)  | | 5:03  |
| 14. | Any Emcee                                | I'll Be Around des Spinners Impeach the President des Honey Drippers My Melody d'Eric B. & Rakim Whutcha Want? de Nine         | 4:02  |
| 15. | Ta Rass                                  | A Who Seh Me Dun de Cutty Ranks                                                                                                | 4:50  |